# Vojtěch Čechák
Vojtěch Čechák (* 28. června 1947) byl český politik, v 90. letech 20. století poslanec České národní rady a Poslanecké sněmovny za Komunistickou stranu Československa, respektive za KSČM, později za Levý blok.

## Biografie
Počátkem 70. let vstoupil do KSČ. Od roku 1983 byl tajemníkem ONV v Prostějově. Na tomto postu setrval do roku 1989. V roce 1991 se uvádí jako předseda zemědělského družstva Budětsko na Prostějovsku.
Ve volbách v roce 1992 byl zvolen do České národní rady za koalici Levý blok, kterou tvořila KSČM a menší levicové skupiny (volební obvod Jihomoravský kraj). Zasedal v zemědělském výboru. Od vzniku samostatné České republiky v lednu 1993 byla ČNR transformována na Poslaneckou sněmovnu Parlamentu České republiky.
Během volebního období 1992-1996 přešel do strany Levý blok (skupina reformní levice, která po rozpadu koalice Levý blok přijala název této střechové platformy a v parlamentu působila nezávisle na KSČM). V roce 1995 je zmiňován jako člen Politické rady Levého bloku. Za tuto formaci pak ve volbách v roce 1996 neúspěšně kandidoval na třetím místě jihomoravské kandidátky LB.
V roce 2000 čelil kritice za to, že jako člověk s předlistopadovou politickou angažovaností působil na ministerstvu školství za vlády Miloše Zemana jako vedoucí Akce Čisté ruce. Čechák se hájil tím, že „Vzhledem k délce mého působení na ONV a postavení, které jsem měl, si nejsem vědom, že bych provedl něco, co by se neslučovalo s mým svědomím.“